# 1980 w Wojsku Polskim
Kalendarium Wojska Polskiego 1980 – wydarzenia w Wojsku Polskim w roku 1980.

## 1980
- w NRD odbyło się ćwiczenie Zjednoczonych Sił Zbrojnych Układu Warszawskiego pod kryptonimem „Braterstwo Broni”[1]

## Luty
- ukazał się próbny numer nieperiodycznego biuletynu Instytutu Technicznego Wojsk Lotniczych „Aktualności Lotnicze”[2]

27 lutego
- na poligonie ŚOW odbyły się ćwiczenia taktyczne oddziałów Północnej Grupy Wojsk Armii Radzieckiej i Wojska Polskiego[1]

## Marzec
- przeprowadzono szkolenie wyznaczonych jednostek Armii Radzieckiej i Wojska Polskiego[1]

21 marca
- na Rynku Głównym w Krakowie były żołnierz Armii Krajowej Walenty Badylak dokonał aktu samospalenia → Studzienka Badylaka

## Kwiecień
1 kwietnia
- weszło w życie zarządzenie Nr 13/MON Ministra Obrony Narodowej z dnia 26 marca 1980 roku w sprawie nowych wzorów sznurów służbowych WSW; na mocy zarządzenia został wprowadzony sznur służbowy dowódcy patrolu WSW i sznurek z gwizdkiem patrolowego WSW w kolorze białym, w miejsce dotychczasowych, w kolorze matowosrebrnym[3] → Sznury naramienne w Wojsku Polskim

18 kwietnia
- Minister Obrony Narodowej wydał zarządzenie Nr 15/MON w sprawie uprawnień Wojskowego Instytutu Medycyny Lotniczej do nadawania stopni naukowych w zakresie nauk wojskowych[4]
- Minister Obrony Narodowej „z okazji Święta 1 Maja, w uznaniu szczególnych osiągnięć w pracy zawodowej i społecznej”, podpisał rozkaz personalny Nr 54 w sprawie nadania dwudziestu sześciu pracownikom wojska tytułów i odznak „Zasłużonego Przodownika Pracy Socjalistycznej”[5]

21 kwietnia
- Zastępca Ministra Obrony Narodowej do Spraw Ogólnych wydał wytyczne w sprawie honorowania rodziców synów wzorowo pełniących czynną służbę wojskową; zgodnie z wytycznymi rodziców, których co najmniej pięciu synów wzorowo pełniło czynną służbę wojskową (zasadniczą, okresową, zawodową) lub co najmniej trzech synów pełniło zawodową służbę wojskową należało przedstawić do wyróżnienia złotym medalem „Za Zasługi dla Obronności Kraju”; w przypadkach szczególnie uzasadnionych można było wystąpić o nadanie złotego lub srebrnego medalu „Za Zasługi dla Obronności Kraju” rodzicom, których co najmniej trzech synów pełniło wzorowo zasadniczą lub okresową służbę wojskową[6]

27 kwietnia
- w Wellington zmarł podpułkownik pilot Antoni Głowacki były dowódca 309 dywizjonu myśliwskiego[7]

## Maj
5 maja
- odbyła się Centralna Narada Racjonalnego Gospodarowania Sił Zbrojnych[1]

7 maja
- generał dywizji Józef Baryła objął stanowisko szefa Głównego Zarządu Politycznego WP

12–18 maja
- delegacja Wojskowego Instytutu Medycyny Lotniczej wzięła udział w Sympozjum Biologii i Medycyny Kosmicznej „Interkosmos” w Dreźnie[2]

14 maja
- w Moskwie rozpoczęło się posiedzenie Doradczego Komitetu Politycznego Układu Warszawskiego[1]

16 maja
- Zastępca Ministra Obrony Narodowej do Spraw Ogólnych i Szef Głównego Zarządu Politycznego WP wydali zarządzenie w sprawie pracy ideowo-politycznej z byłymi żołnierzami zawodowymi oraz dalszej ich aktywizacji w działalności społecznej na rzecz wojska i obronności kraju[8]

20 maja
- w Moskwie rozpoczęło się posiedzenie Rady Wojskowej Zjednoczonych Sił Zbrojnych Układu Warszawskiego[1]
- Minister Obrony Narodowej wydał zarządzenie Nr 17/MON w sprawie wprowadzenia w Wyższej Szkole Marynarki Wojennej im. Bohaterów Westerplatte wyższych studiów zawodowych w zakresie nauk społeczno-politycznych; czteroletnie studia zostały wprowadzone z dniem 1 września 1980 roku na wydziale nawigacji i uzbrojenia okrętowego WSMW; studia na wydziale dowódczym WSMW o kierunku dowódczo-politycznym były kontynuowane na dotychczasowych zasadach do czasu ukończenia nauki przez słuchaczy tego kierunku, jednak nie dłużej niż do dnia 31 grudnia 1985 roku[9]

26 maja
- rozpoczęły się ćwiczenia dowódczo-sztabowe Zjednoczonych Sił Zbrojnych Układu Warszawskiego z udziałem jednostek Armii Radzieckiej, Narodowej Armii Ludowej NRD i Wojska Polskiego[1]

## Czerwiec
- w czasie obchodów 25-lecia Polskiego Towarzystwa Astronautycznego pułkownik profesor doktor habilitowany Stanisław Barański został wybrany na stanowisko prezesa Zarządu Głównego PTA[2] → Międzynarodowa Federacja Astronautyczna

4 czerwca
- Minister Obrony Narodowej wydał zarządzenie Nr 20/MON w sprawie prowadzenia badań sytuacji materialnej żołnierzy zawodowych i ich rodzin[9]

## Lipiec
1 lipca
- weszły w życie zarządzenia Ministra Obrony Narodowej:

Nr 22/MON z dnia 10 czerwca 1980 roku w sprawie służby wojskowej studentów i absolwentów szkół wyższych;
Nr 23/MON z dnia 11 czerwca 1980 roku w sprawie rad podchorążych absolwentów szkół oficerów rezerwy i szkół podchorążych rezerwy;
Nr 24/MON z dnia 25 czerwca 1980 roku w sprawie tytułu podchorążego - kandydata na oficera rezerwy;
Nr 25/MON z dnia 23 czerwca 1980 roku zmieniające zarządzenie w sprawie przepisów ubiorczych żołnierzy Wojska Polskiego; na podstawie zarządzenia wprowadzono metalowe odznaki „SPR” noszone przez podchorążych rezerwy na naramiennikach kurtek (z wyjątkiem kurtek roboczych), wiatrówek i płaszczy sukiennych;
oraz zarządzenie Nr 21 Głównego Kwatermistrza WP z dnia 12 czerwca 1980 roku w sprawie zabezpieczenia studentów i absolwentów cywilnych szkół wyższych odbywających długotrwałe przeszkolenie wojskowe
2 lipca
- w Śląskim Okręgu Wojskowym zakończyła się inspekcja Naczelnego Dowództwa Zjednoczonych Sił Zbrojnych Układu Warszawskiego[1]

11 lipca
- w Konstancinie-Jeziornie zmarł generał broni Zygmunt Berling[11]

## Wrzesień
- odbył się finał V Olimpiady Taktycznej WP[1]

4–12 września
- na terytorium Niemieckiej Republiki Demokratycznej odbyły się ćwiczenia wydzielonych kontyngentów armii UW pod kryptonimem „Braterstwo broni - 80”, w których ważną rolę spełniły jednostki lotnicze[2]

8 września
- rozpoczęła posiedzenie Rada Wojskowa MON[1]

## Październik
- Prezes Rady Ministrów mianował szefa GZP, generała dywizji Józefa Baryłę, wiceministrem obrony narodowej[12]

7 października
- powołano Związek Zawodowy Pracowników Wojska[1]

10 października
- Minister Obrony Narodowej wyróżnił 15 żołnierzy i dwóch pracowników wojska wpisem do „Honorowej Księgi Czynów Żołnierskich”

11 października
- w Belwederze odbyła się uroczystość wręczenia nominacji generalskich. Uchwałą Rady Państwa nominacje na stopień generała brygady otrzymali zasłużeni dowódcy z okresu II wojny światowej: pułkownicy w stanie spoczynku: Paweł Dąbek, Franciszek Kamiński, Bazyli Maksimczuk, Jan Mazurkiewicz, Edmund Pszczółkowski[12]
- uchwałą Rady Państwa nominacje na stopień generała brygady otrzymali pułkownicy służby czynnej: Zdzisław Głuszczyk, Tytus Krawczyc, Jan Kuriata, Ryszard Milczarek, Zdzisław Pietrucha, Edward Poradko, Piotr Przybyszewski[12].

15–17 października
- w Pradze odbyło się posiedzenie Rady Wojskowej Zjednoczonych Sił Zbrojnych Państw Stron Układu Warszawskiego[13]

25 października
- w Łodzi I zastępca szefa Głównego Zarządu Politycznego WP, generał dywizji Henryk Koczara wręczył sztandar Centrum Szkolenia Oficerów Politycznych im. Ludwika Waryńskiego ufundowany przez robotników Państwowych Zakładów Przemysłu Bawełnianego im. Juliana Marchlewskiego[12]

26 października
- w Łodzi zastępca szefa Sztabu Generalnego WP, generał dywizji Antoni Jasiński wręczył sztandar Centrum Doskonalenia Kadr Administracji Wojskowej ufundowany przez załogę Zakładu Przemysłu Bawełnianego im. Obrońców Pokoju[12]

30 października
- pod przewodnictwem ministra obrony narodowej, generała armii Wojciecha Jaruzelskiego, odbyła się doroczna odprawa szkoleniowa kierowniczej kadry Sił Zbrojnych PRL w trakcie, której omówiono wykonanie zadań szkoleniowo-wychowawczych i produkcyjnych w 1980 roku oraz wytyczono główne kierunki działalności Sił Zbrojnych PRL na rok 1981[12]
- weszło w życie rozporządzenie Rady Ministrów z dnia 29 września 1980 w sprawie zastępczej służby poborowych; rozporządzenie określało tryb powoływania poborowych do służby zastępczej i sposób jej odbywania, obowiązki i uprawnienia poborowych oraz zasady zwalniania z zastępczej służby[14]

## Listopad
- szef Głównego Zarządu Politycznego WP, generał dywizji Józef Baryła odznaczył Redakcję Tygodnika Ilustrowanego „Żołnierz Polski” Orderem Sztandaru Pracy II klasy w związku z 35-leciem istnienia gazety[12]

21 listopada
- w Warszawie zmarł Tadeusz Bukowski ps. „Bończa”, fotografik Referatu Fotograficznego Biura Informacji i Propagandy Komendy Głównej Armii Krajowej

## Grudzień
- w Rembertowie Główny Inspektor Szkolenia WP, generał broni Eugeniusz Molczyk udekorował sztandar Centrum Doskonalenia Oficerów im. Generała Armii Stanisława Popławskiego Orderem Sztandaru Pracy II klasy nadanym przez Radę Państwa
- dowódca Warszawskiego Okręgu Wojskowego, generał dywizji Włodzimierz Oliwa udekorował sztandar jednostki inżynieryjno-budowlanej Orderem Sztandaru Pracy II klasy nadanym przez Radę Państwa[12]
- w grudniu odleciała na Bliski Wschód XV zmiana Polskiego Kontyngentu Wojskowego w Syrii pod dowództwem podpułkownika Tomasza Połujana, utworzona z żołnierzy Śląskiego Okręgu Wojskowego[12].

1 grudnia
- w Bukareszcie rozpoczęło się posiedzenie Komitetu Ministrów Obrony Układu Warszawskiego[1][15]

2 grudnia
- w posiedzeniu Sejmowej Komisji Obrony Narodowej udział wzięli przedstawiciele Ministerstwa Obrony Narodowej, Najwyższej Izby Kontroli, Komisji Planowania przy Radzie Ministrów, Ministerstwa Finansów, Ligi Obrony Kraju; Komisja dokonała zmian w składzie swojego prezydium;  poseł Andrzej Żabiński zastąpił posła Zdzisława Grudnia na stanowisku przewodniczącego komisji[12] → Posłowie na Sejm PRL VIII kadencji

3 grudnia
- odbyło się posiedzenie Rady Wojskowej MON, która nawiązując do uchwały VII Plenum Komitetu Centralnego Polskiej Zjednoczonej Partii Robotniczej dała wyraz głębokiemu zaniepokojeniu sytuacją stwarzającą poważne zagrożenie dla ładu społeczno-gospodarczego oraz funkcjonowania organizmu państwa jako całości, a także wyraziła pogląd, że dalsze utrzymywanie się tej sytuacji może spowodować wysoce negatywne skutki dla obronności kraju[12]

5 grudnia
- w Moskwie delegacja polska pod przewodnictwem Stanisława Kani wzięła udział w spotkaniu przywódców państw członkowskich Układu Warszawskiego[15]

7 grudnia
- w Dęblinie dowódca Wojsk Lotniczych, generał dywizji pilot Tadeusz Krepski promował absolwentów Wyższej Oficerskiej Szkoły Lotniczej im. Jana Krasickiego na stopień podporucznika[12]